# Richard Stearns (regatista)
Richard Irving Stearns (Evanston, 4 de septiembre de 1927-Delavan, 25 de enero de 2022) fue un deportista estadounidense que compitió en vela en la clase Star.
Participó en los Juegos Olímpicos de Tokio 1964, obteniendo una medalla de plata en la clase Star. Ganó cuatro medallas en el Campeonato Mundial de Star entre los años 1947 y 1966.

## Palmarés internacional
| Juegos Olímpicos   | Juegos Olímpicos             | Juegos Olímpicos  | Juegos Olímpicos |
| Año                | Lugar                        | Medalla           | Clase            |
| ------------------ | ---------------------------- | ----------------- | ---------------- |
| 1964               | Tokio (Japón)                | Medalla de plata  | Star             |
| Campeonato Mundial |                              |                   |                  |
| Año                | Lugar                        | Medalla           | Clase            |
| 1947               | Los Ángeles (Estados Unidos) | Medalla de bronce | Star             |
| 1951               | Isla Gibson (Estados Unidos) | Medalla de plata  | Star             |
| 1962               | Cascaes (Portugal)           | Medalla de oro    | Star             |
| 1966               | Kiel (RFA)                   | Medalla de bronce | Star             |